# Grup Estevan
El Grup Estevan, anteriorment illes Estevan, és un petit arxipèlag a la regió de l'estret d'Hecate a la costa nord de la Colúmbia Britànica, Canadà. Es troba a l'oest de l'illa Campania. Al sud-est hi ha l'illa Aristazabal, mentre al nord-oest hi ha l'illa Banks.
Nomenat l'any 1744 pel tinent comandant Juan Pérez, de la corbeta Santiago, en honor al seu lloctinent Estevan José Martínez. Les cinc illes més grans del grup porten el nom dels tinents governadors de la Colúmbia Britànica: Trutch, Barnard, Dewdney, Prior i Lotbinière.
Les illes tenen dos espais protegits: Ethelda Bay-Tennant Island Conservancy, creada el 2007, protegeix una zona al voltant de l'illa Tennant, mentre la reserva ecològica de les illes Dewdney i Glide, creada el 1971 i tancada al públic, cobreix una àrea més gran que inclou l'illa Dewdney, les illes Glide i les illes i illots més petits dels voltants.